# Stilbogryllus
Stilbogryllus är ett släkte av insekter. Stilbogryllus ingår i familjen syrsor.
Kladogram enligt Catalogue of Life:
| Stilbogryllus | \| \| Stilbogryllus argyropterus \| \| \| \| \| \| Stilbogryllus nemobioides \| \| \| \| |
|               | \| \| Stilbogryllus argyropterus \| \| \| \| \| \| Stilbogryllus nemobioides \| \| \| \| |
|               | Stilbogryllus argyropterus                                                               |
|               |                                                                                          |
|               | Stilbogryllus nemobioides                                                                |
|               |                                                                                          |